# Kõpu (Tõstamaa)
Kõpu – wieś w Estonii, w prowincji Parnawa, w gminie Tõstamaa.